# ウィリス・グループ・ホールディングス

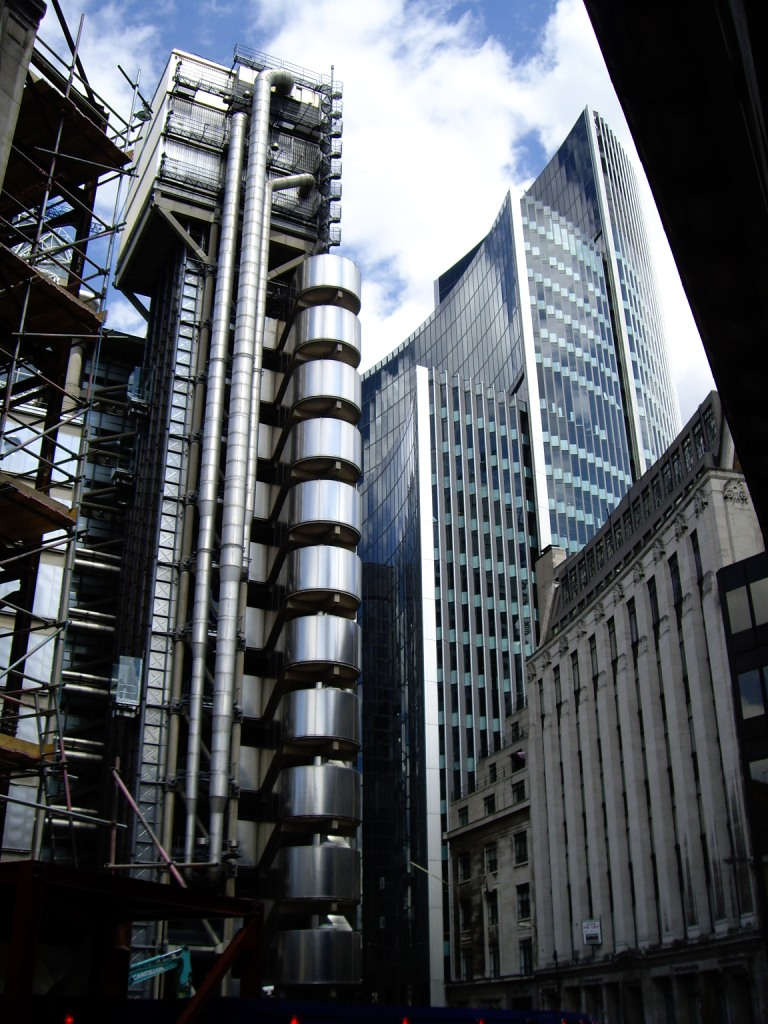
社屋（ウィリス・ビルディング）右奥
左はロイズ本社

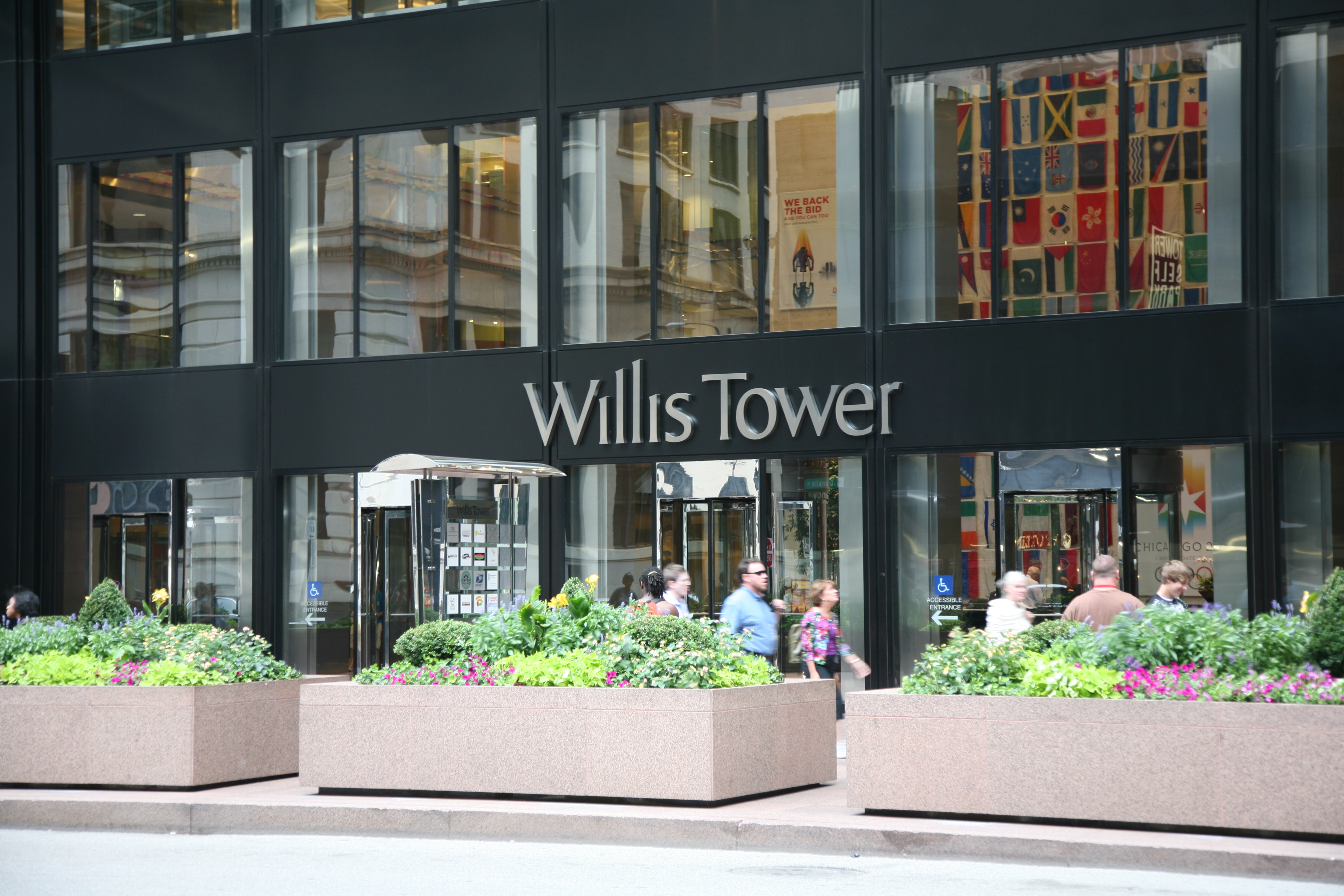
シカゴにあるウィリス・タワー（ウィリスのロゴ）

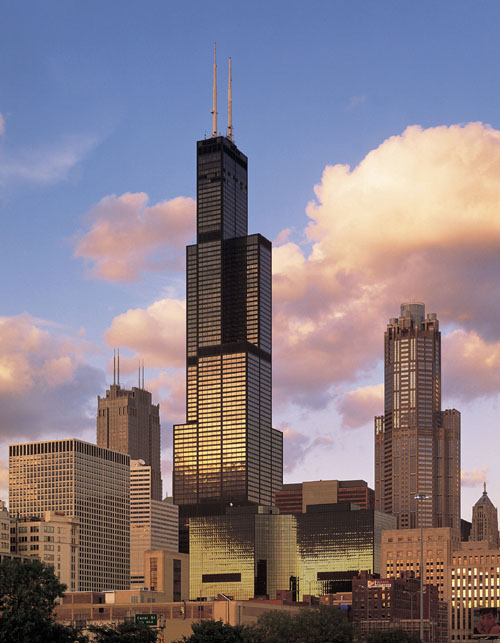
シカゴにあるウィリス・タワー

ウィリス・グループ（Willis Group Holdings Limited）は、バミューダ諸島に本社を置くイギリス系保険関連企業。ニューヨーク証券取引所に上場している。
ウィリスは世界第3位の大手保険ブローカーとして再保険、リスクマネジメント、アクチュアリー業務、財務／人事リソース・コンサルティングなどを開発や提供をしている。ロンドンのウィリス・ビルディングに本拠を構え、ネットワークは世界190ヶ国、300拠点。
2008年6月、アメリカの中堅保険ブローカーであるヒルブ・ローガル・アンド・ホッブス(HRH）を17億ドルで買収した。
2009年7月、アメリカで最も高い超高層ビルであるシアーズ・タワーの命名権を獲得し、ウィリス・タワーに改称した。

## 沿革
1828年、ヘンリー・ウィリスによって「ヘンリー・ウィリス商会」としてロンドンに設立。1898年にフェイバー兄弟社を合併して「ウィリス・フェイバー社」に、1928年にはデュマス・アンド・ワイリー社を合併して「ウィリス・フェイバー・アンド・デュマス」に改称した。1976年にはロンドン証券取引所にウィリス・フェイバーの名で初上場を果たした。
1990年、コルーン・アンド・ブラック社を合併しアメリカに進出。「ウィリス・コルーン・グループ」となる。1998年に大手投資会社コールバーグ・クラビス・ロバーツに買収(レバレッジド・バイアウト)され、翌1999年に現在の「ウィリス・グループ」に改称。2001年にはニューヨーク証券取引所に上場した。
2009年12月31日に登記上の本社をバミューダ諸島からアイルランドに移転し、持株会社である「ウィリス・グループ・ホールディングス」社はアイルランドの法人となった。
以下の外部リンクも参照。
- Our Team And History

## 参照
- ウィリス・タワー
- ウィリス・ビルディング

## その他

### ニュース・リリース
- ウイリス、日本法人会長・CEOの新任で、日本でのプレゼンスを拡大
- 要約 エアバスの中国工場保険ブローカーに＝英ウイリス・グループ
- 投資事例：ウィリス・グループ／KOHLBERG KRAVIS ROBERTS & CO.

### その他
- 保険仲介大手のウィリス、米同業のHRHを17億ドルで買収へ ビジネスニュース Reuters

## 同業他社
- マーシュ・アンド・マクレナン
- エーオン
- ジャーディン・ロイド・トンプソン